# Кайбалы
Кайба́лы — деревня в Алтайском районе Республики Хакасия, находится в 14 км от райцентра — село Белый Яр.

## Название
Название деревни связано с субэтнической группой хакасского народа — койбалами.

## География
Расположена на реке Абакан. Расстояние до ближайшей железнодорожной станции Абакан — 11 км.

## История
Основана в 1923 году.

## Население
| 2002 | 2010 | 2013 | 2021  |
| ---- | ---- | ---- | ----- |
| 941  | ↗964 | ↘953 | ↗1119 |

## Инфраструктура
Средняя общеобразовательная школа, детский сад, библиотека, дом культуры, почта, пункт выдачи заказов.